# 金炳律
金 炳律（キム・ビョンユル、朝鮮語: 김병률、1930年 - 2013年11月5日）は、朝鮮民主主義人民共和国の軍人、政治家。中央裁判所所長、朝鮮労働党中央委員会委員、最高人民会議法制委員会委員、中央人民委員会委員、護衛司令部政治委員などを歴任した。最高人民会議第5、7、8、10～12期代議員。朝鮮人民軍における軍事称号（階級）は大将。金日成主席と共に抗日パルチザン活動に参加した金重権は父親。

## 経歴
1930年に日本統治下の平安北道で生まれた。父親は抗日パルチザンの金重権で、1934年に満州で戦死した。万景台革命学院、金日成総合大学を卒業。1950年に朝鮮戦争が勃発すると、金日成の護衛兵を務めた。父親が抗日活動家であったことから金日成の覚えめでたく1969年に平安北道党委員会責任書記に任命され、1970年に朝鮮労働党中央委員会委員に選出された。1972年に最高人民会議第5期代議員に選出され、1974年に平安北道人民委員会委員長に任命された。1985年に平安北道党委員会責任書記を兼任し、1986年に中央人民委員会委員に選出された。1980年代に重病にかかった際には金日成主席が外国での治療を指示した。1994年に護衛司令部政治委員に就任し、1995年に朝鮮人民軍大将に昇進した。1998年に中央裁判所所長に任命され、最高人民会議法制委員会委員に選出された。2006年5月に中央裁判所代表団を率いてロシアを訪れた。同年9月に開催された第22回世界法律大会に参加するため、中国・北京を訪問した。2010年に最高裁判所に改称された際にも留任した。同年9月28日に開催された朝鮮労働党第3回党代表者会で、朝鮮労働党中央委員会委員に再選され、2011年に金正日総書記が死去した際には、国家葬儀委員会委員に選ばれた。
2013年11月5日に83歳で死去。金正恩第一書記から花輪が贈られた。

## 参考サイト
북한정보포털
| 先代改称 | 朝鮮民主主義人民共和国最高裁判所所長2010年 - 2013年 | 次代朴明哲 |

| 先代崔源益 | 朝鮮民主主義人民共和国中央裁判所所長1998年 - 2010年 | 次代改称 |